# Öjaby socken
Öjaby socken i Småland ingick i Kinnevalds härad i Värend, ingår sedan 1971 i Växjö kommun och motsvarar från 2016 Öjaby distrikt i Kronobergs län.
Socknens areal är 41,01 kvadratkilometer, varav land 27,70. År 2000 fanns här 2 720 invånare. En del av tätorten Växjö med kyrkbyn Öjaby och sockenkyrkan Öjaby kyrka ligger i socknen. 

## Administrativ historik
Öjaby socken har medeltida ursprung. 
Vid kommunreformen 1862 övergick socknens ansvar för de kyrkliga frågorna till Öjaby församling och för de borgerliga frågorna till Öjaby landskommun.  Denna senare inkorporerades 1952 i Bergunda landskommun som sedan 1971 uppgick i Växjö kommun.
1 januari 2016 inrättades distriktet Öjaby, med samma omfattning som församlingen hade 1999/2000.  
Socknen har tillhört samma fögderier och domsagor som Kinnevalds härad. De indelta soldaterna tillhörde Smålands husarregemente, Växjö kompani och Kronobergs regemente, Norrvidinge kompani.

## Geografi
Öjaby socken ligger söder och väster om Helgasjön och omfattar också Helgö. Socknen är en något kuperad skogsbygd med en rullstensås i östra delen.

## Fornminnen
Många fornlämningar finns på ön Helgö. Tio hällkistor från stenåldern, ett flertal gravrösen från bronsåldern och fyra järnåldersgravfält finns här, liksom en offerkälla (Silverstads källa) söder om kyrkan.

## Namnet
Namnet (1273 Öaby), taget från kyrkbyn, består av förledet pluralformen av ö och efterledet by.

### Fotnoter
1. 1 2 3  Svensk Uppslagsbok Öjaby socken
2. 1 2  Harlén, Hans; Harlén Eivy (2003). Sverige från A till Ö: geografisk-historisk uppslagsbok. Stockholm: Kommentus. Libris 9337075. ISBN 91-7345-139-8
3. ↑  Administrativ historik för Öjaby socken (Klicka på församlingsposten). Källa: Nationella arkivdatabasen, Riksarkivet.
4. 1 2  Sjögren, Otto (1931). Sverige geografisk beskrivning del 2 Östergötlands, Jönköpings, Kronobergs, Kalmar och Gotlands län. Stockholm: Wahlström & Widstrand. Libris 9939
5. 1 2 3  Nationalencyklopedin
6. ↑  Fornlämningar, Statens historiska museum: Öjaby socken
7. ↑  Fornminnesregistret, Riksantikvarieämbetet: Öjaby socken Fornminnen i socknen erhålls på kartan genom att skriva in sockennamn (utan "socken") i "Ange geografiskt område"